# Петър Илинов
Петър Илиев Илинов е български офицер, генерал-майор.

## Биография
Петър Илинов е роден на 22 юни 1892 г. в Тулча. Учи до пети клас в гимназия в София. През 1912 година завършва Военното училище в София и на 17 октомври 1912 е произведен в чин подпоручик. Службата му започва в 1-во отделение на 5-и артилерийски полк, след което служи в 1-во полско артилерийско отделение. От 1927 година е на служба в 1-ви артилерийски полк, а две години по-късно е началник-секция в Артилерийската инспекция. На 6 май 1928 е произведен в чин подполковник. През 1929 г. е назначен за началник на секция от Артилерийската инспекция, след което от 1934 г. е на служба в 1-ви дивизионен артилерийски полк. През 1935 година е началник на снабдителния отдел към Щаба на армията. На 6 май 1935 е произведен в чин полковник. Същата година става командир на 9-и конен полк. През 1936 година е назначен за командир на първи дивизионен артилерийски полк, след което от 1939 година е командир на шеста пехотна бдинска дивизия. През 1940 г. е произведен в чин генерал-майор и излиза в запас.

## Семейство
Генерал-майор Петър Илинов е женен и има 2 деца.

## Военни звания
- Подпоручик (17 октомври 1912)
- Поручик (2 август 1915)
- Капитан (1 септември 1917)
- Майор (6 май 1924)
- Подполковник (6 май 1928)
- Полковник (6 май 1935)
- Генерал-майор (2 ноември 1940)